# Guillaume de Lorris

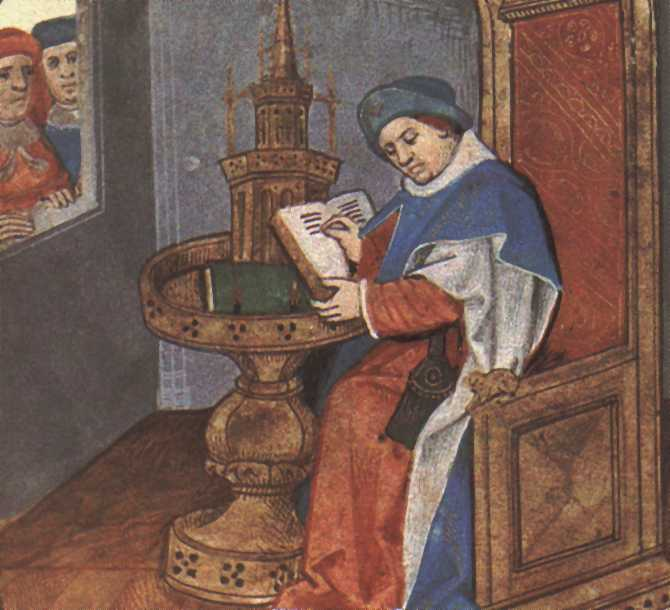
Guillaume de Lorris in una miniatura del Roman de la Rose

Guillaume de Lorris o de Loris (Lorris, 1200 circa – 1238 circa) è stato un poeta francese del Medioevo, primo autore del poema allegorico Le Roman de la Rose (Il Romanzo della Rosa), che ebbe enorme diffusione per tutti i secoli seguenti.

## Il romanzo della rosa

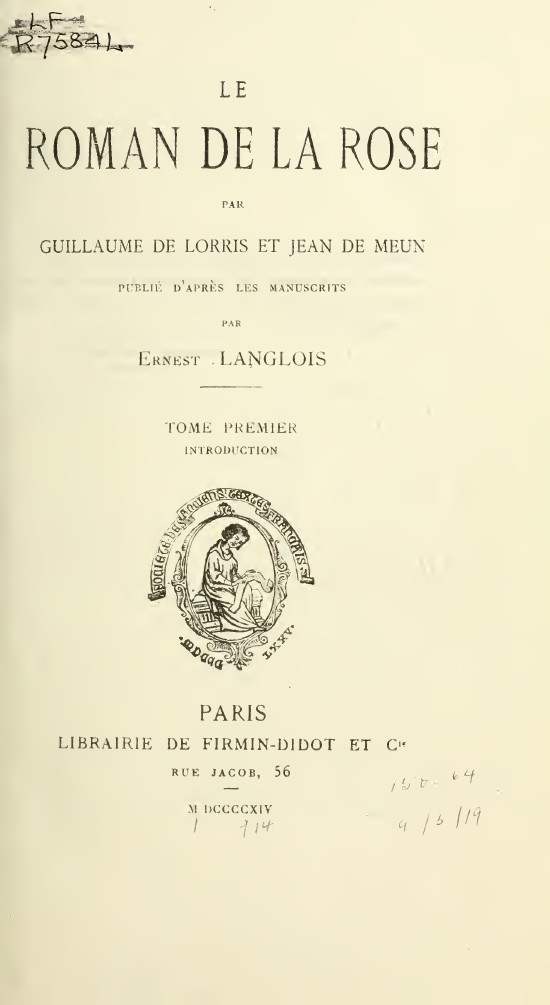
Edizione del 1914

Su di lui non si hanno informazioni, salvo il poco che si deduce dal suo capolavoro: egli infatti non poté scriverne che le prime migliaia di versi, lasciandolo incompiuto, probabilmente per la morte. Il poema fu ripreso e completato da Jean de Meung, che ci informa del nome del precedente autore e del periodo di composizione della prima parte, anteriore di quarant'anni alla seconda. Alcuni studiosi hanno avanzato l'ipotesi che il primo autore fosse un'invenzione letteraria del secondo, e che quindi Guillaume de Lorris non sarebbe mai esistito; ma la grande diversità di temi e stile tra le due parti del poema sembra smentire questa tesi.